# Thuốc kháng virus

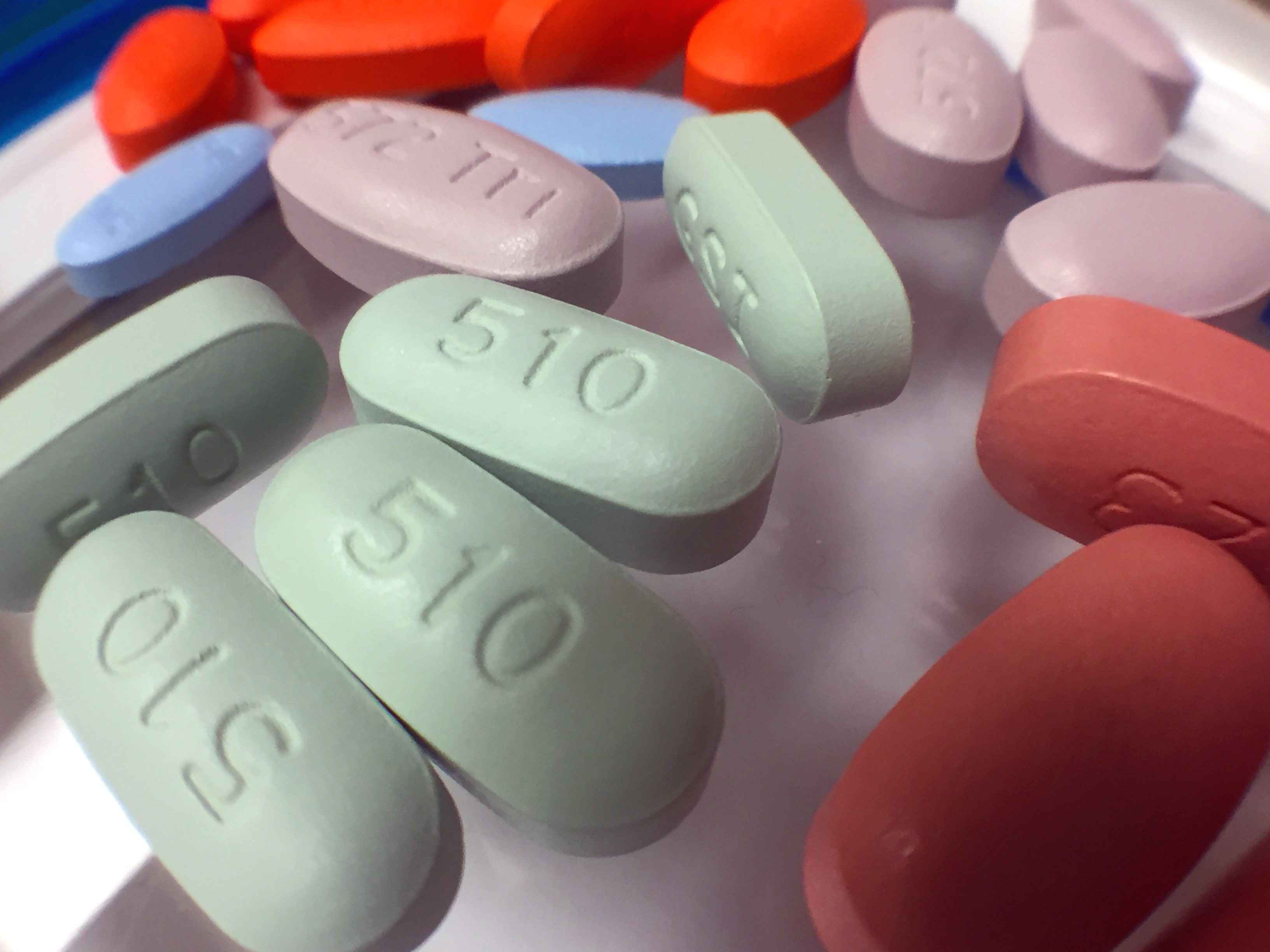
Thuốc kháng retrovirus để điều trị HIV.

Thuốc kháng virus hay thuốc chống virus (tiếng Anh: Antiviral drugs) là một loại thuốc được sử dụng đặc biệt để điều trị bệnh virus nhiều hơn là các loại vi khuẩn khác. Hầu hết các loại thuốc kháng virus khác đều sử dụng cho những trường hợp nhiễm virus đặc biệt, trong khi một loại thuốc kháng phổ rộng khác lại hiệu quả để điều trị một loạt các virus.
Thuốc kháng virus là một loại thuốc kháng sinh, một nhóm lớn hơn bao gồm kháng sinh (còn được gọi là kháng khuẩn), thuốc kháng nấm và thuốc diệt kí sinh trùng, hoặc kháng virus dựa trên các kháng thể đơn dòng. Thuốc kháng virus được sản xuất bởi một số thực vật như bạch đàn.